# جو ریگز
جو ریگز (انگلیسی: Joe Riggs؛ زادهٔ ۲۳ سپتامبر ۱۹۸۲) ورزشکار هنرهای رزمی ترکیبی اهل ایالات متحده آمریکا است. وی از سال ۲۰۰۱ میلادی تاکنون مشغول فعالیت بوده‌است.